# Сагамо (језеро)
Сагамо (груз. საღამოს ტბა) је језеро у Самцхе-Џавахетија, југоисточна Грузија, јужно од Гамџани. Прекрива подручје површине 458 хектара. Налази се сјеверно од језера Мадатапа и језера Бикети. Село Сагамо лежи на источној обали језера.